# 岡田紗佳
岡田 紗佳（おかだ さやか、1994年〈平成6年〉2月19日 - ）は、日本のプロ雀士、タレント、グラビアアイドル、ファッションモデル。東京都出身。プロ雀士としては日本プロ麻雀連盟、KADOKAWAサクラナイツに所属。タレント、グラビアアイドル、ファッションモデルとしてはアーティストハウス・ピラミッドに所属。

## 来歴
日本人の父と中国人の母の間に生まれる。6歳まで日本で両親と暮らしており、経済的にも非常に余裕のある家庭だったが、母から「中国語を勉強しに、小学校を卒業してきなさい」と言われ、単身で中国に渡り、上海で雀荘を経営する中国人の祖母と2人で暮らした。これに当初は捨てられたのかと思ったという。そして、小学校を卒業、中学生になるまで滞在し、この時期に初めて麻雀体験（中国麻雀）をする。本格的に麻雀を始めたのは大学生の頃で、モデル仲間がアプリの麻雀ゲームをやっていたことがきっかけ。
2009年に青山学院高等部へ入学、2012年に青山学院大学国際政治経済学部へ進学、2016年に卒業した。
2011年に、「第43回non-noモデルオーディション」でグランプリを受賞し、2012年2月号から『non-no』（集英社）の専属モデルとなる。
2012年4月から2016年3月まで、中国名である「紗佳」名義で『ネプ&イモトの世界番付』（日本テレビ）に出演していた。
2015年から、カプコンが運営するモンスターハンター公式ファンサイト「モンハン部」の女子マネージャーとして活動している。
2017年4月から日本プロ麻雀連盟所属の女流プロ雀士となる。
2018年3月20日発売の5月号を最後に『non-no』の専属モデルを卒業。
2018年9月28日に『芸能界麻雀最強位決定戦 THEわれめDEポン』#121（フジテレビONE）にて、自身も番組でも初となる役満・九蓮宝燈を和了った。
2019年のMリーグで、新規加入のKADOKAWAサクラナイツからドラフト指名されてMリーガーとなる。
2022年6月5日に行われた麻雀最強戦Mリーグスペシャルマッチでは、U-NEXT Piratesの瑞原明奈から役満国士無双十三面待ちを和了った。
2024年6月20日、YouTubeチャンネル「岡田紗佳のぴぴぴちゃんねる」を開設。同年8月31日、YouTubeチャンネルの登録者数10万人達成。

## 人物・雀風
- 身長 170 cm。3サイズ B 85 cm、W 58 cm、H 83 cm。Gカップ。靴 24.5 cm。血液型 O型[1]。
- 特技は北京語・上海語[11]・英語・古筝（こそう、中国の伝統的な撥弦楽器）演奏・クラリネット演奏、趣味は買い物・メイク・歌唱・漫画・ゲーム・フィギュア収集など。英語については、中国でイギリス英語を習っていたものの[12]、青山学院大学の時点で「私も英語が堪能って程じゃないしまだまだ勉強中なんです」と証言している[11]。
- 高身長に加えて豊満なバスト・引き締まったウエスト・美脚の持ち主であり、雀士としては「役満ボディ」[13]「完全武装アフロディーテ」をキャッチフレーズとして用いている。
- 「運動アレルギー」で、過度な運動で蕁麻疹を発症して救急搬送された経験があるという[14][15]。猫アレルギーでもある[16]。
- 声優の佐倉綾音は中学時代の同級生であり､同じ中学の先輩として声優の小野賢章がいる[17]。
- プロ雀士としての雀風としては「冷静で守備に強い」「攻守のメリハリが効いている」タイプと評されており、勉強会にも積極的に参加している[18]。
- 2025年1月24日、生配信されていた麻雀プロリーグ戦「Mリーグ」控室にて、会場でインタビューしていた伊藤友里に対し不適切な発言を行い、翌25日にSNS上で謝罪[19]。伊藤は2月15日に「体調不良」を理由にリポーターを降板した[20]。

## プロ雀士

### Mリーグ成績
| シーズン | チーム               | 半荘 | 個人スコア | 個人スコア | 個人スコア | 最高スコア | 最高スコア | 4着回避率 | 4着回避率 | 連対率 | トップ率 | 平均 着順 | 1着 | 1.5 | 2着 | 2.5 | 3着 | 3.5 | 4着 | 参照   |
| シーズン | チーム               | 半荘 | Pt         | 順位       | 平均       | 点         | 順位       | 率        | 順位      | 連対率 | トップ率 | 平均 着順 | 1着 | 1.5 | 2着 | 2.5 | 3着 | 3.5 | 4着 | 参照   |
| -------- | -------------------- | ---- | ---------- | ---------- | ---------- | ---------- | ---------- | --------- | --------- | ------ | -------- | --------- | --- | --- | --- | --- | --- | --- | --- | ------ |
| 2019-20  | KADOKAWAサクラナイツ | 19   | ▲152.8     | 22/29      | ▲8.0       | 55,000     | 14/29      | 0.7895    | 10/29     | 36.8%  | 15.8%    | 2.66      | 3   | 1   | 3   | 0   | 8   | 0   | 4   | [ 21 ] |
| 2020-21  | KADOKAWAサクラナイツ | 15   | 33.6       | 13/30      | 2.2        | 54,000     | 18/30      | 0.7333    | 18/30     | 53.3%  | 26.7%    | 2.47      | 4   | 0   | 4   | 0   | 3   | 0   | 4   | [ 22 ] |
| 2021-22  | KADOKAWAサクラナイツ | 16   | ▲261.8     | 26/32      | ▲16.4      | 50,500     | 25T/32     | 0.6250    | 28/32     | 37.5%  | 6.3%     | 2.91      | 1   | 0   | 5   | 1   | 3   | 0   | 6   | [ 23 ] |
| 2022-23  | KADOKAWAサクラナイツ | 18   | 36.7       | 14/32      | 2.0        | 75,700     | 5/32       | 0.6111    | 31/32     | 44.4%  | 33.3%    | 2.61      | 6   | 0   | 2   | 0   | 3   | 0   | 7   | [ 24 ] |
| 2023-24  | KADOKAWAサクラナイツ | 27   | 212.0      | 6/36       | 7.9        | 60,400     | 12/36      | 0.7778    | 14/36     | 63.0%  | 29.6%    | 2.30      | 8   | 0   | 9   | 0   | 4   | 0   | 6   | [ 25 ] |
| 2024-25  | KADOKAWAサクラナイツ | 17   | ▲506.5     | 35/36      | ▲29.8      | 38,400     | 35/36      | 0.4118    | 36/36     | 23.5%  | 5.9%     | 3.29      | 1   | 0   | 3   | 0   | 3   | 0   | 10  | [ 26 ] |
| 通算     | 通算                 | 112  | ▲638.8     | ▲638.8     | ▲5.7       | 75,700     | 75,700     | 67.0%     | 67.0%     | 44.6%  | 20.5%    | 2.67      | 23  | 1   | 26  | 1   | 24  | 0   | 37  |        |

- 個人賞は規定打荘数（20半荘）以上の選手が対象
- 着順の1.5、2.5、3.5は1着同着、2着同着、3着同着

| シーズン               | チーム                 | 半荘                   | 個人スコア             | 個人スコア             | 最高スコア             | 4着回避率              | 連対率                 | トップ率               | 平着                   | 1着                    | 1.5                    | 2着                    | 2.5                    | 3着                    | 3.5                    | 4着                    |                        |
| シーズン               | チーム                 | 半荘                   | Pt                     | 平均                   | 最高スコア             | 4着回避率              | 連対率                 | トップ率               | 平着                   | 1着                    | 1.5                    | 2着                    | 2.5                    | 3着                    | 3.5                    | 4着                    |                        |
| セミファイナルシリーズ | セミファイナルシリーズ | セミファイナルシリーズ | セミファイナルシリーズ | セミファイナルシリーズ | セミファイナルシリーズ | セミファイナルシリーズ | セミファイナルシリーズ | セミファイナルシリーズ | セミファイナルシリーズ | セミファイナルシリーズ | セミファイナルシリーズ | セミファイナルシリーズ | セミファイナルシリーズ | セミファイナルシリーズ | セミファイナルシリーズ | セミファイナルシリーズ | セミファイナルシリーズ |
| ---------------------- | ---------------------- | ---------------------- | ---------------------- | ---------------------- | ---------------------- | ---------------------- | ---------------------- | ---------------------- | ---------------------- | ---------------------- | ---------------------- | ---------------------- | ---------------------- | ---------------------- | ---------------------- | ---------------------- | ---------------------- |
| 2019-20                | KADOKAWAサクラナイツ   | 2                      | 33.5                   | 16.8                   | 32,800                 | 100%                   | 50.0%                  | 50.0%                  | 2.00                   | 1                      | 0                      | 0                      | 0                      | 1                      | 0                      | 0                      |                        |
| 2020-21                | KADOKAWAサクラナイツ   | 4                      | 56.7                   | 14.2                   | 66,100                 | 100%                   | 50.0%                  | 25.0%                  | 2.25                   | 1                      | 0                      | 1                      | 0                      | 2                      | 0                      | 0                      |                        |
| 2021-22                | KADOKAWAサクラナイツ   | 3                      | 136.2                  | 45.4                   | 49,800                 | 100%                   | 100%                   | 66.7%                  | 1.33                   | 2                      | 0                      | 1                      | 0                      | 0                      | 0                      | 0                      |                        |
| 2022-23                | KADOKAWAサクラナイツ   | 5                      | 11.0                   | 2.2                    | 54,100                 | 80.0%                  | 40.0%                  | 20.0%                  | 2.50                   | 1                      | 1                      | 0                      | 0                      | 2                      | 0                      | 1                      |                        |
| 2023-24                | KADOKAWAサクラナイツ   | 4                      | ▲116.1                 | ▲29.0                  | 22,500                 | 75.0%                  | 0%                     | 0%                     | 3.25                   | 0                      | 0                      | 0                      | 0                      | 3                      | 0                      | 1                      |                        |
| セミファイナル通算     | セミファイナル通算     | 18                     | 121.3                  | 6.7                    | 66,100                 | 88.9%                  | 44.4%                  | 27.8%                  | 2.36                   | 5                      | 1                      | 2                      | 0                      | 8                      | 0                      | 2                      |                        |
| ファイナルシリーズ     |                        |                        |                        |                        |                        |                        |                        |                        |                        |                        |                        |                        |                        |                        |                        |                        |                        |
| 2019-20                | KADOKAWAサクラナイツ   | 2                      | ▲54.7                  | ▲27.4                  | 24,200                 | 50.0%                  | 50.0%                  | 0%                     | 3.00                   | 0                      | 0                      | 1                      | 0                      | 0                      | 0                      | 1                      |                        |
| 2020-21                | KADOKAWAサクラナイツ   | 2                      | 14.0                   | 7.0                    | 32,600                 | 100%                   | 100%                   | 0%                     | 2.00                   | 0                      | 0                      | 2                      | 0                      | 0                      | 0                      | 0                      |                        |
| 2021-22                | KADOKAWAサクラナイツ   | 2                      | ▲3.7                   | ▲1.9                   | 32,500                 | 100%                   | 50.0%                  | 0%                     | 2.50                   | 0                      | 0                      | 1                      | 0                      | 1                      | 0                      | 0                      |                        |
| 2023-24                | KADOKAWAサクラナイツ   | 4                      | 100.3                  | 25.1                   | 49,600                 | 100%                   | 50.0%                  | 50.0%                  | 2.00                   | 2                      | 0                      | 0                      | 0                      | 2                      | 0                      | 0                      |                        |
| ファイナル通算         | ファイナル通算         | 10                     | 55.9                   | 5.6                    | 49,600                 | 90.0%                  | 60.0%                  | 20.0%                  | 2.30                   | 2                      | 0                      | 4                      | 0                      | 3                      | 0                      | 1                      |                        |
| ポストシーズン通算     | ポストシーズン通算     | 28                     | 177.2                  | 6.3                    | 66,100                 | 89.3%                  | 50.0%                  | 25.0%                  | 2.34                   | 7                      | 1                      | 6                      | 0                      | 11                     | 0                      | 3                      |                        |

## 獲得タイトル・主な実績
- 女流雀士 プロアマNo.1決定戦 てんパイクイーン 3期（第3 - 5期[27]）
- 八局麻雀5[28]・7[29] 優勝
- THEわれめDEポン 優勝 2回（2018年1月26日[28]・2020年6月26日[30]放送分）
- 第2回・第5回クイーンズリーグ 優勝[31]
- 第5期 Lady's麻雀グランプリ 〜前期リーグ戦〜[32]・〜CLIMAX〜[33] 優勝
- 麻雀最強戦2020 最強の女流プロニュースター決戦 優勝[34]
- 天空麻雀23・25 優勝
- 第6期 Lady's麻雀グランプリ 〜CLIMAX〜[35] 優勝
- 女流プロ麻雀日本シリーズ2022・2024 優勝[36]
- 麻雀最強戦2022「Ｍリーグスペシャルマッチ」[37]優勝
- 女流麻雀 〜GEKOKUJYO〜 優勝
- 麻雀最強戦2024「無双伝説」優勝
- 女流麻雀3 〜GEKOKUJYO〜  優勝

## 出演

### テレビ
- ZIP!（2012年4月 - 2013年3月、日本テレビ） - 金曜日
- TOKYO BRANDNEW GIRLS（2012年4月 - 2013年3月、テレビ東京）
- ネプ&イモトの世界番付（2012年4月 - 2016年3月、日本テレビ） - レギュラー[6]
- ポンコツ&さまぁ〜ず（2015年1月3日 - 、テレビ東京） - 準レギュラー・ポンコツガール
- ネプリーグ（2012年10月1日・2017年8月28日・12月4日、2024年2月5日・4月29日・11月4日、フジテレビ）
- 八局麻雀（2015年 - 、V☆パラダイス）
- 大学対抗麻雀駅伝in箱根〜雀力と偏差値は比例するのか！？〜（2016年1月2日・3日、テレビ東京）
- NMB48須藤凜々花の麻雀ガチバトル! りりぽんのトップ目とったんで!（2016年6月5日・9月4日・2017年3月12日、TBSチャンネル）
- 女流雀士 プロアマNo.1決定戦 てんパイクイーン（2016年 - 、テレ朝チャンネル2）シーズン3 - 9に出場
- THEわれめDEポン（2018年1月27日、フジテレビONE） - 最年少優勝
- よじごじDays（2018年3月19日 - 、テレビ東京） - レポーター
- そこまで言って委員会NP（2019年5月5日・9月8日、読売テレビ） - パネリスト
- アメトーーク!（2023年1月12日、テレビ朝日） - 『プロ麻雀・Mリーグ芸人』ゲスト
- ヒルナンデス!（2023年4月10日、日本テレビ） - スタジオゲスト
- アッコにおまかせ!（2023年5月7日 - 、TBSテレビ） - 準レギュラー[38]
- 呼び出し先生タナカ（フジテレビ） - 準レギュラー
- 踊る!さんま御殿!!（2023年6月20日、日本テレビ）
- 中国語！ナビ（2024年1月10日、NHK教育）
- ラヴィット!（2024年7月10日、TBSテレビ）[39]
- 朝だ！生です旅サラダ（2024年8月24日、朝日放送テレビ）

### ウェブテレビ
- すっぴん麻雀 〜優勝賞金100万円！負けたらその場ですっぴん公開！〜（2016年12月29日、AbemaTV）[40]
- 麻雀最強戦2017（2017年、AbemaTV） - アシスタント[41]
- 今日、体重発表します。-優勝賞金100万！負けたらその場で体重発表！-（2017年11月19日、AbemaTV）[42]
- P-Sports〜目指せ、ポケモンバトルマスター!〜（2018年2月18日 - 6月9日、AbemaTVウルトラゲームス）
- 熱闘！Mリーグ（2018年10月7日 - 、AbemaTV AbemaNewsチャンネル）[43]
- 新春オールスター麻雀大会（AbemaTV）
  - 新春オールスター麻雀大会2019（2019年1月2日 - 3日）[44]
  - 新春オールスター麻雀大会2020（2020年1月2日 - 3日）[45] ※テレビ朝日でも一部放送
- ALL STAR League スペシャルマッチ（2019年5月29日 - 30日、AbemaTV）[46]
- 2019年プロ麻雀リーグ「Mリーグ」ドラフト会議（2019年7月9日、AbemaTV）[10]
- WinTicketミッドナイト競輪（2019年7月 - 、AbemaTV）
- Merry ボートレース GRAND PRIX（2019年12月22日、AbemaTV）[47]
- QUIZOOM（2020年5月4日 - 6日、AbemaTV） - チャレンジャー[48]
- POKER SONIC（2025年5月24日 - 6月28日、AbemaTV） - プレイヤー、優勝[49]

### ラジオ
- パックンたまご（2013年4月18日 - 2014年3月28日、MBSラジオ）
- モンハンラジオ（モンスターハンター公式サイト、ポッドキャスト、音泉）
  - モンハンラジオ モンスターハンタークロスステーション（2015年10月22日 - 2016年4月21日）[50]
  - モンハンラジオ モンハン部放送局 3rd（2016年5月19日 - 2017年2月2日）[51]
- ラジオビバリー昼ズ（2018年4月3日 - 、ニッポン放送） - 火曜日

### ファッションショー
- 東京ガールズコレクション
  - 東京ガールズコレクション Sweet Christmas Edition（2011年12月23日）
  - 東京ガールズコレクション 2012 SPRING/SUMMER（2012年3月3日）
- KISS supported by Girls Award（2011年12月23日）
- 関西コレクション
  - 関西コレクション2012（2012年2月26日）
  - 関西コレクション2022（2022年8月4日）
- TOKYO RUNWAY（2012年3月20日）
- SHIZUOKA COLLECTION 2015 Autumn/Winter（2015年9月19日、グランシップ）

## 作品

### イメージDVD
| 発売日         | タイトル               | 規格品番                         | メーカー     |
| -------------- | ---------------------- | -------------------------------- | ------------ |
| 2015年1月23日  | 今日、モデル休みます。 | TSDS-42028                       | 竹書房       |
| 2015年4月24日  | 紗 -Silk-              | SBVD-0274（DVD） SBVB-0023（BD） | エスデジタル |
| 2019年12月20日 | secret trip            | SBVD-0444                        | エスデジタル |

### デジタル写真集
- カワイイ顔して巨乳!!（2013年8月2日、集英社［デジタル週プレBOOK］、撮影：佐藤佑一）[56]
- おとなさやか（2015年10月23日、集英社［デジタル週プレ写真集］、撮影：橋本雅司）[57]
- 紗-Silk-（2016年3月12日、エスデジタル、撮影：HIROKAZU）
- しっとり（2016年3月25日、集英社［デジタル週プレ写真集］、撮影：岡田潤）[58]
- ハイスペックガール！（2017年8月18日、講談社［FRIDAYデジタル写真集］、撮影：佐藤佑一）[59]
- Perfect Body（2018年4月13日、集英社［週プレ PHOTO BOOK］、撮影：矢西誠二）[60]
- 桃一色（2019年9月27日、集英社［週プレ PHOTO BOOK］、撮影：佐藤裕之）[61]
- WPB 岡田紗佳デジタル写真集〜特装合本版〜（2019年11月25日、集英社［週プレ PHOTO BOOK］、撮影：佐藤佑一、橋本雅司、岡田潤、矢西誠二、佐藤裕之）[62]
- 牌×牌（2020年2月10日、小学館［週刊ポストデジタル写真集］、撮影：藤本和典）共演：高宮まり[63]
- 同棲生活（2020年7月10日、小学館［週刊ポストデジタル写真集］、撮影：唐木貴央）[64]
- 牌×牌II（2020年10月26日、小学館［週刊ポストデジタル写真集］、撮影：藤本和典）共演：高宮まり[65]
- とってもやわら牌（2021年3月29日、集英社［週プレ PHOTO BOOK］、撮影：オノツトム）[66]
- 牌×牌III（2021年11月8日、小学館［週刊ポストデジタル写真集］、撮影：藤本和典）共演：高宮まり[67]
- 牌×牌more（2022年3月28日、小学館［週刊ポストデジタル写真集］、撮影：藤本和典）共演：高宮まり[68]
- 寝かせないで（2022年5月25日、扶桑社［SPA!グラビアン魂デジタル写真集］、撮影：斉藤大嗣）[69]
- おかぴーの森へようこそ（2022年10月24日、小学館［週刊ポストデジタル写真集］、撮影：藤本和典）[70]
- ピラミッドQUEEN 煌めきの女王（2022年10月24日、小学館［週刊ポストデジタル写真集］、撮影：藤本和典）共演：池田夏希[71]
- 無双BODY（2023年3月28日、光文社［FLASHデジタル写真集］、撮影：中山雅文）[72]

### 写真集
- muse（2018年3月29日、ワニブックス、撮影：佐野円香）ISBN 978-4847081088[73][74]
- secret trip（2019年12月25日、彩文館出版、撮影：鈴木ゴータ）ISBN 978-4775606186[75][76]
- おかぴのぴ（2024年8月2日、小学館、撮影：藤本和典）ISBN 978-4096824573[77]
- 嶺上開花（2025年3月14日、宝島社）ISBN 978-4299055187[78]

### フォトエッセイ
- おかぴーす！ 今日も私は運がいい（2024年2月20日、KADOKAWA）ISBN 978-4048976985[79]

### 漫画原作
- ゴールデン桜（2018年 - 、竹書房［近代麻雀］、作画：前川かずお）

### 雑誌
- non-no（2011年12月19日 - 2018年3月20日 、集英社） - 専属モデル[80]
- キスカ（2015年4月号、竹書房） ※付録DVD（70分）に染谷有香・小間千代・岡田紗佳 ほか　最前線グラビアアイドル25人収録
- ヤングチャンピオン（2015年10月13日 21号、秋田書店） ※付録DVD アイドル・ムービー・デラックス 2015 vol.4
- 近代麻雀（2017年10月15日号、竹書房） ※DVD付き コラム「おかぴーのココがイイたい!!」連載[81]